# 1,2-Difluorobenzène
Le 1,2-difluorobenzène (DFB), également appelé ortho-difluorobenzène, est un composé chimique de formule C6H4F2. Il s'agit d'un composé aromatique fluoré liquide et incolore utilisé comme solvant en recherche sur les propriétés électrochimiques des complexes de métaux de transition. On le prépare par simple réaction de substitution avec le fluor F2 sur le fluorobenzène C6H5F.
C6H5F + F2 → C6H4F2 + HF.
Cette réaction produit également l'isomère 1,4 (para) ainsi que de petites quantités de l'isomère 1,3 (méta).
Sa permittivité est suffisamment élevée pour dissoudre de nombreux électrolytes et sels de complexes métalliques. Il est utilisé de préférence aux solvants habituels des complexes métalliques — acétonitrile N≡C–CH3, DMF HCO–N(CH3)2 et DMSO O=S(CH3)2 — car ces derniers peuvent être complexants et sont d'une bien plus forte toxicité.